# Interplanetares Internet

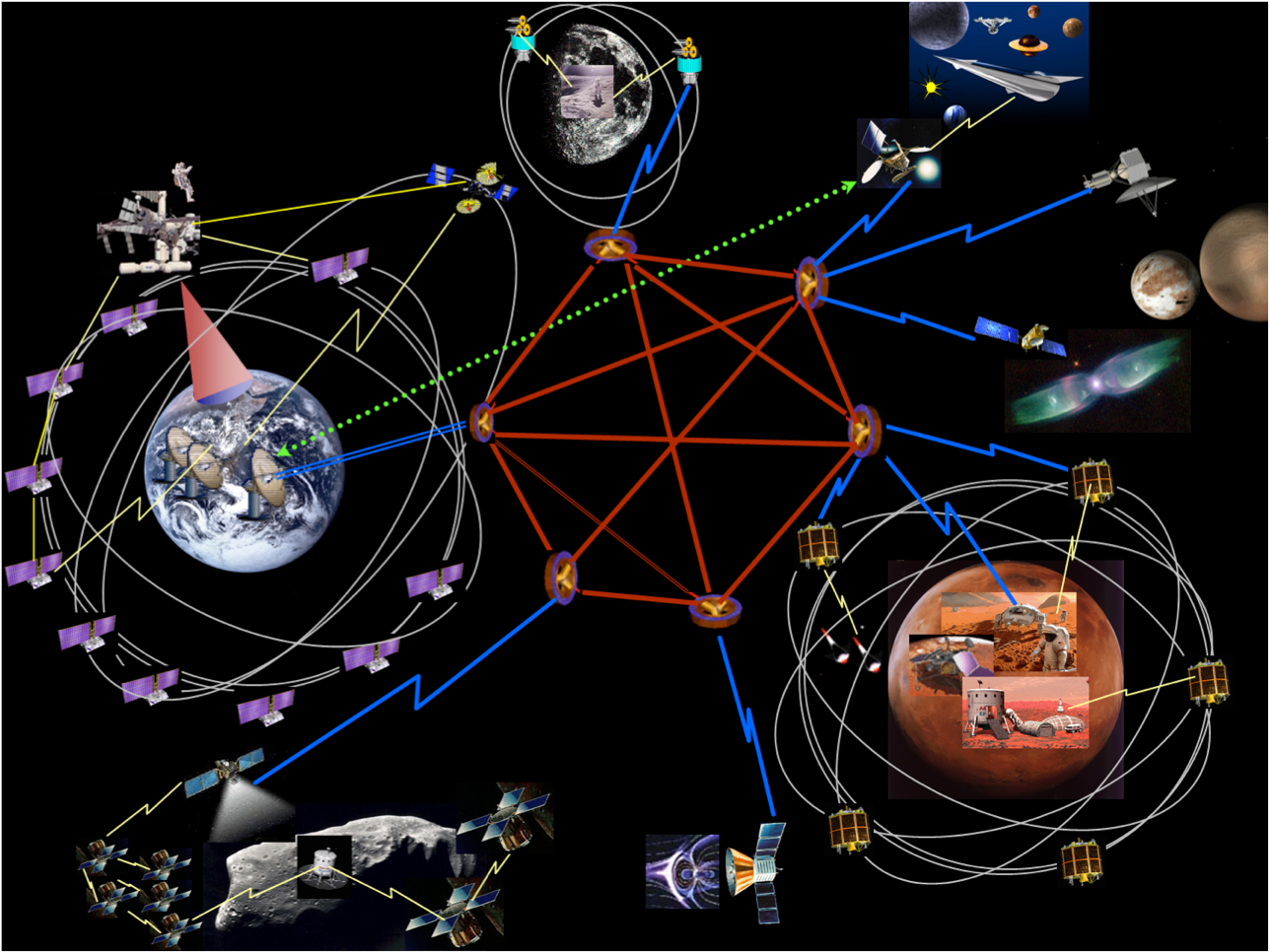
NASA-Vision eines interplanetaren Internet

Als interplanetares Internet (auch englisch Deep Space Internet „Tiefrauminternet“) werden Internet-ähnliche Netzwerke zur Datenübertragung im interplanetaren Raum des Sonnensystems bezeichnet.

## Netzwerkprotokolle für interplanetares Internet

### Technische Herausforderungen

Die Lichtgeschwindigkeit (dargestellt als Lichtstrahl von der Erde zum Mond) begrenzt die Geschwindigkeit, mit der Informationen übertragen werden. In diesem Beispiel dauert es 1,26 Sekunden von der Erde zum Mond. Aufgrund der enormen Entfernungen treten deutlich längere Verzögerungen auf als bei erdgebundenem Internet.

Aufgrund der großen Strecken, die von den Signalen im Weltraum zurückgelegt werden, müssen die verwendeten Netzwerkprotokolle besonders tolerant gegenüber Verzögerungen sein. Während beim erdgebundenen und erdnahen Internet Verzögerungen in der Datenübertragung vernachlässigbar sind, wird ein interplanetares Internet durch lange Übertragungsunterbrechungen und Verzögerungen im Minuten- bis Stundenbereich vor besondere Herausforderungen gestellt. Die beteiligten Knoten müssen daher die zu übertragenden Daten über relativ lange Zeiträume zwischenspeichern, bis der Empfänger den Erhalt bestätigt.

### Entwicklung
Während zu Beginn der Raumfahrt noch Punkt-zu-Punkt-Kommunikation mit Ad-hoc-Protokollen vorherrschte, wurde mit zunehmender Kooperation verschiedener Nationen in der Raumfahrt die Notwendigkeit standardisierter Kommunikationsprotokolle offenbar. Die
Entwicklung dieser Protokolle obliegt seit 1982 dem Consultative Committee for Space Data Systems (CCSDS).
Obwohl die Standardisierung der Kommunikationsprotokolle für die Raumfahrt zu Beginn parallel zu, aber getrennt von der Entwicklung des Internets verlief, näherten sich die Protokolle seit Mitte der 1990er Jahre einander an. So wurde am 2. Januar 1996 ein Dateitransfer zu dem Satelliten STRV-1b über das File Transfer Protocol durchgeführt, welches auf dem TCP/IP-ähnlichen Space Communications Protocol Specifications (SCPS) Protokollstack aufsetzte.  Die Satelliten der Disaster Monitoring Constellation kommunizieren mit ihren Bodenstationen direkt mittels IP.
Die Internetprotokolle sind jedoch nur zur Datenübertragung über relativ kurze Distanzen, wie beispielsweise in den Erdorbit, geeignet. Zum Einsatz unter Weltraumbedingungen mit hohen Übertragungsfehlerraten und Verzögerungen bei der Kommunikation über lange Strecken werden neue Protokolle gebraucht, um die Regionen, innerhalb derer die Kommunikation über Internetprotokolle abgewickelt werden kann, zu verbinden. „Region“ ist ein natürlicher Begriff in der Architektur von Weltraumnetzen und bezeichnet ein Gebiet, in dem die Charakteristika der Kommunikation, wie Sicherheit und Verfügbarkeit von Ressourcen, homogen sind. Das interplanetare Internet wird daher auch als „Netz der regionalen Internets“ bezeichnet.
Aus diesem Grund wurde am Jet Propulsion Laboratory der NASA unter der Leitung von Vinton Cerf und Adrian Hooke mit der Entwicklung von Delay Tolerant Networking begonnen.
Dies führte zur Entwicklung des Bundle-Protokolls, das oberhalb der Transportschicht sogenannte bundle convergence layers einführt und Datenblöcke zu Bündeln aggregiert, die genügend Informationen enthalten, dass eine Anwendung weitere Arbeitsschritte ausführen kann. Beispielsweise würde ein Bündel eine komplette Webseite umfassen, die der Webbrowser des Empfängers dann darstellen kann. Die Bundle-Architektur bildet dabei zwischen den verschiedenen Regionen ein Overlay-Netzwerk, das Daten zwischen den Regionen nach dem Prinzip “Store and forward” überträgt. Das Bundle-Protokoll stellt dabei verzögerungstolerante Ende-zu-Ende-Dienste wie Routing, Verfügbarkeit und Sicherheit bereit.
Die Interplanetary Internet Special Interest Group der Internet Society arbeitete an Protokollen und Standards zum Thema interplanetares Internet. Die Delay-Tolerant Networking Research Group ist die vorrangige Forschungsgruppe im Gebiet Delay Tolerant Networking (DTN).

### Einsätze
Ein Beispiel für eine Internetprotokoll-basierte Ende-zu-Ende-Anwendung bei einer Weltraummission ist das CCSDS File Delivery Protocol (CFDP), ein zuverlässiges Dateiübertragungsprotokoll, das bei der Deep Impact-Mission eingesetzt wurde.
Das Bundle-Protokoll wurde erstmals im Jahr 2008 auf einem UK-DMC-Satelliten getestet.
Die NASA setzte die DTN-Tests mit der Deep Impact-Sonde Epoxi fort. Der Mars-Rover Curiosity, zwei Sonden in der Umlaufbahn des Mars und der Satellit Epoxi, der um die Sonne kreist, verwenden bereits das Protokoll. Epoxi versendete so bereits Daten über eine Entfernung von 32 Millionen Kilometer.
Weitere DTN-Tests über eine Distanz von gut 1,2 Millionen Kilometern wurden am 25. August und am 28. Oktober 2022 mit einer entsprechenden Nutzlast auf dem südkoreanischen Mondorbiter Danuri durchgeführt.
Mitte der 2020er Jahre ist die PACE-Mission zur Ermittlung der Gesundheit des Ozeans geplant. Diese verwendet Delay Tolerant Networking zur Datenübertragung.[veraltet]